# 印度国营电信公司
印度国营电信公司（Bharat Sanchar Nigam Limited，商业名：BSNL）是印度国营的电信公司，由印度通讯部电信局（Department of Telecommunications）管理，2000年10月1日公司化。其名来自印地语，意思就是“印度电信公司”。
2019年10月24日，印度通讯部决定将印度的另一家大型电信公司MTNL并入BSNL，后MTNL成为BSNL的全资子公司。

## 外部连链接
- 官方网站